# Daniela Schuster
Daniela Schuster (* 26. Jänner 1973 in Wagna) ist eine ehemalige österreichische Skifahrerin. Sie war Weltmeisterin im Tiefschneefahren und feierte Weltcupsiege im Synchro-Ski-Weltcup.

## Biografie
Ihre ersten Lebensjahre verbrachte Schuster in Wolfsberg im Schwarzautal (Südoststeiermark). Dort erlernte sie auch das Skifahren. Mit ihrem zehnten Lebensalter wechselte sie in die Skihauptschule Schladming und setzte dort ihre
Schulausbildung bis zum 18. Lebensjahr fort. Die Aufnahme in den steirischen Ski-Kader brachte die ersten Einsätze bei internationalen Rennen. Im Jugendalter, zwischen siebzehn und zwanzig, sammelte sie erste Erfahrungen bei FIS-Rennen in allen vier alpinen Ski-Disziplinen (Slalom, Riesenslalom, Super-G, Abfahrt).
Die erste komplizierte Verletzung im Fersenbein hatte eine Operation zur Folge. Schuster fiel deshalb für die ganze Saison aus und begann im Anschluss mit Wiederaufbautraining. Im Jahr darauf wurde eine erneute Operation notwendig. Während der Verletzungs- und Trainingspause absolvierte Schuster den HAK-Aufbaulehrgang in Bad Aussee und maturierte 1992. Im Alter von knapp zwanzig Jahren legte sie die staatliche Diplomskilehrerprüfung ab und begann im Bundessportheim in Obertraun zu arbeiten.
Dort lernte sie ihre erste Synchro-Ski-Partnerin Gabi Pilz kennen und ein neuer Trainingsabschnitt begann. Sie errangen erste Erfolge im Syncro Ski Weltcup. Sieben Jahre lang waren Schuster und Pilz ein Team und erzielten neben dem Tiefschneeweltmeistertitel 1999 auch weitere Erfolge im Synchro-Ski Weltcup. Als Pilz ihre Karriere beendete, setzte sich ein neues Team zusammen. Mit ihrer „Powder-Partnerin“ Michéle Misteli aus der Schweiz feierte Schuster die ersten Synchro-Ski Weltcupsiege in der Schweiz. Eine Verletzung im Knie blockierte jedoch kurzfristig ihr WM-Ziel. Eine rasche Genesung machte eine Teilnahme bei den „Powder8“-Weltmeisterschaften möglich und das Team durfte sich im Jahr 2002 erneut als Tiefschneeweltmeisterinnen krönen. Bei ihrer letzten Teilnahme, bei den Weltmeisterschaften 2004 in Kanada, platzierte sie sich mit Lenka Erny auf Platz zwei. Eine größere Operation im Sprunggelenk kündigte sich in der letzten Wettkampfsaison an. Das Ausmaß war nicht vorhersehbar und zwang sie im Oktober 2007 ihre aktive Karriere zu beenden.
Mit dem Ende der sportlichen Karriere begann ein neues Kapitel. Daniela Schuster absolvierte eine journalistische Ausbildung (Akademischer Sportjournalist) an der Universität Salzburg/Rif sowie ein Fernstudium mit Schwerpunkt Sport- und Innovationsmanagement. Hier ergab sich die Möglichkeit, praktische Erfahrungen aus Zusammenarbeit mit Medien und Wirtschaft mit fundiertem Wissen zu verknüpfen. Kooperationen mit Partnern und Sponsoren ermöglichten Schuster ihre Leidenschaft "Skisport" weiterhin auszuleben und als Diplom- und Sportmentaltrainer entwickelte sich eine interessante Zusammenarbeit mit Nachwuchssportlern.

## Sportliche Erfolge

### Weltmeisterschaften
- Tiefschneeweltmeisterschaften (Powder8)
  - Weltmeisterin 1999 und 2002 (Canada)
  - Vizeweltmeisterin 2001, 2003, 2004 (Canada)
  - Bronze 2000 (Canada)

### Europameisterschaften
- Bronze 2004 (Österreich)
- Bronze 2005 (Österreich)

### Österreichische Meisterschaften
- Vizestaatsmeisterin 1995 (Buckelpiste)

### Synchro-Ski Weltcup
| Jahr | Platzierung                | Disziplin   | Ort              | Land        |
| ---- | -------------------------- | ----------- | ---------------- | ----------- |
| 1997 | 6. Rang (Open Division)    | Synchro-Ski | Samnaun          | Schweiz     |
| 1997 | 7. Rang (Open Division)    | Powder8     | Gudauri/Kaukasus | Georgien    |
| 2000 | 4. Rang (Open Division)    | Powder8     | Samnaun          | Schweiz     |
| 2000 | 11. Rang (Open Division)   | Synchro-Ski | Sölden           | Österreich  |
| 2001 | 3. Rang (Women’s Division) | Synchro-Ski | Samnaun          | Schweiz     |
| 2002 | 1. Rang (Women’s Division) | Synchro-Ski | Samnaun          | Schweiz     |
| 2002 | 1. Rang (Women’s Division) | Synchro-Ski | Samnaun          | Schweiz     |
| 2002 | 2. Rang (Open Division)    | Synchro-Ski | Neuss            | Deutschland |

## Auszeichnungen
2000: Ehrenringträgerin der Marktgemeinde Wolfsberg im Schwarzautal